# 李际祥
李际祥（1928年—），男，河北滦南人，中华人民共和国军事人物，曾任中国人民解放军铁道兵副政治委员，第六届全国人大代表，第七、八届全国政协委员。